# Lerista bunglebungle
Lerista bunglebungle är en ödleart som beskrevs av  Storr 1991. Lerista bunglebungle ingår i släktet Lerista och familjen skinkar. Inga underarter finns listade i Catalogue of Life.